# 道の駅しみず

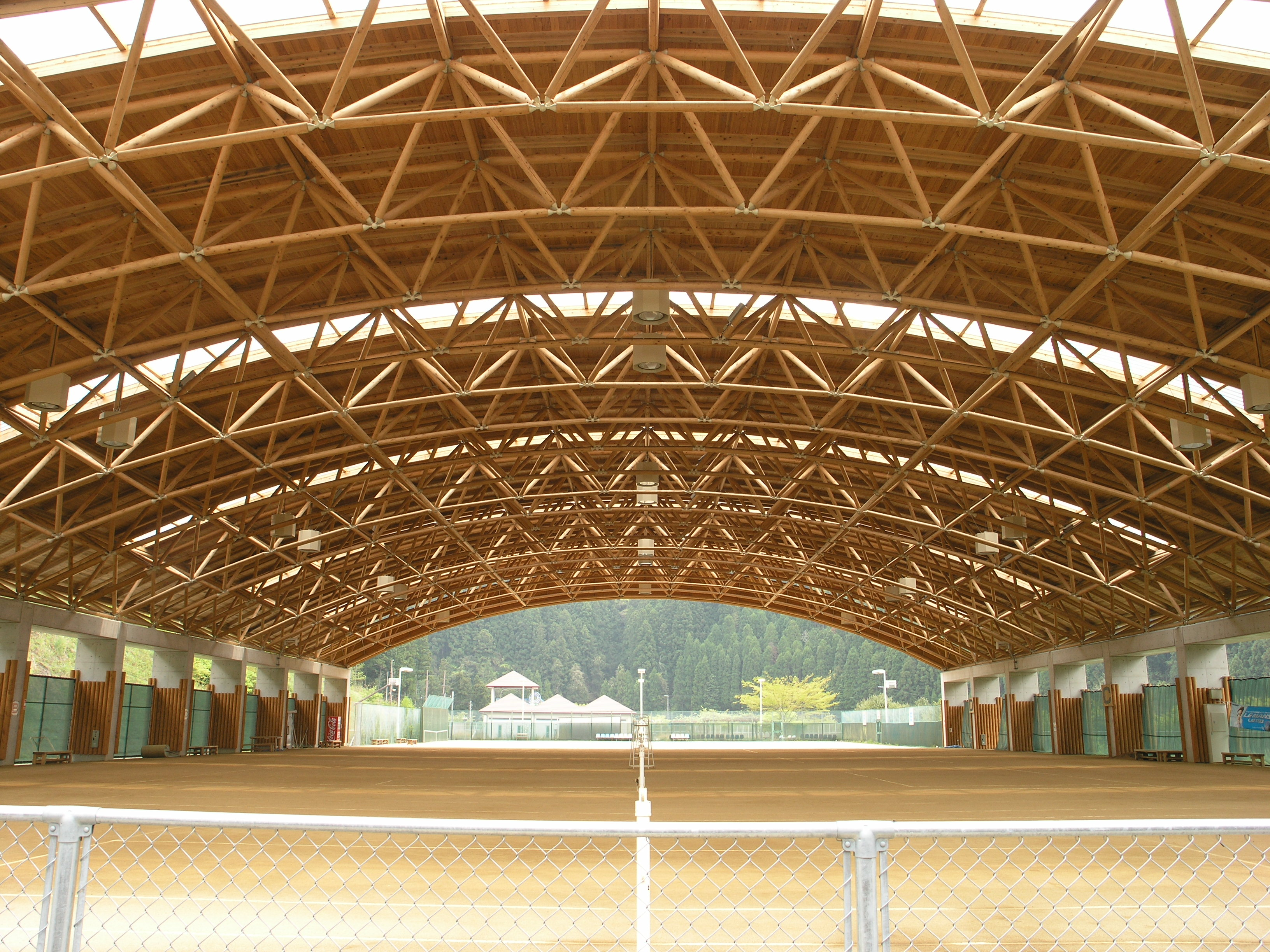
清水スポーツパークのテニスコートを覆う木製フレームの大屋根

道の駅しみず（みちのえき しみず）は、和歌山県有田郡有田川町清水にある国道480号の道の駅である。
名称は、合併前の所在地が清水町であったことによる。

## 施設
- 駐車場
  - 普通車：110台
  - 大型車：4台
  - 身障者用駐車場：1台
- トイレ
  - 男：大・小9
  - 女：5
  - 身障者用：1
- 公衆電話
- 休憩施設
- 情報コーナー
- 観光案内
- 物産館
- レストラン
- スポーツ施設「清水スポーツパーク」
  - スポーツスライド（432mの巨大すべり台 10:00 - 18:00、大人600円・小人300円）
  - プール（30mウォータースライダー有）・夏期のみ
  - テニスコート
  - 人工芝パターゴルフ
- トレーラーハウス10台
- 釣り堀

### 管理団体
- 清水町ふるさと開発公社

## 休館日
- 年中無休（レストラン、物産館のみ）
- 毎週木曜日、12月 - 3月（スポーツ施設）
- 毎週木曜日、1月末頃（平日5日程）（上記以外）

## アクセス
- 国道480号 - 登録路線

## 周辺
- 有田川
- しみず温泉あさぎり
- 蘭島（あらぎじま） - 日本の棚田百選に選ばれた棚田
- 和歌山県立有田中央高等学校清水分校